# 杨世祥 (明朝)
杨世祥（？年—？年），字天應，河南汝宁府汝阳县人，軍籍。明朝政治人物。

## 生平
杨世祥是正德八年（1513年）癸酉科河南鄉試舉人，嘉靖五年（1526年）中丙戌科第三甲第169名進士，官至祁门县知县，不奉承上級，遭誣陷而罷官，離任時餘下俸祿不滿十兩。

## 家族
曾祖杨璽，歸安知县。祖父杨威，永平府教授。父杨元方，榆次知县